# Knut Thyberg
Olin Knut Thyberg, född 13 september 1926 i Stockholm, död 10 oktober 2018 i Helsingfors, var en svensk diplomat.

## Biografi
Thyberg var son till ambassadör Knut Richard Thyberg och Margaret Dows. Han tog pol.mag. i Uppsala 1950 innan han blev attaché vid Utrikesdepartementet (UD) 1951. Thyberg tjänstgjorde i Helsingfors 1952, Prag 1953 och vid UD 1954. Han var FN-representant i New York 1956, ambassadsekreterare 1957, Washington, D.C. 1959, förste ambassadsekreterare i Teheran 1961 och departementssekreterare vid UD 1964. Thyberg var därefter ambassadråd i Bonn 1969, kansliråd vid UD 1972, biträdande utrikesråd och biträdande chef för UD:s politiska avdelning 1975. Han var departementsråd vid UD 1976, ambassadör och chef för UD:s politiska avdelning 1977–1979, ambassadör Warszawa 1979–1984 och i Helsingfors 1984–1992.